# Europese kampioenschappen atletiek 1934
De eerste Europese kampioenschappen atletiek werden van 7 tot en met 9 september 1934 georganiseerd in het Italiaanse Turijn, in het Benito Mussolini Stadion, het huidige Olympisch Stadion.
Aan deze kampioenschappen namen enkel mannen deel; in 1938 hadden vrouwen hun EK op een andere datum en plaats dan de mannen. Sinds 1946 worden de kampioenschappen samen gehouden. In totaal waren er 22 Europese titels te winnen.
Bij dit kampioenschap werd één wereldrecord verbeterd. Deze eer ging naar de Fin Matti Järvinen, die met een beste poging van 76,66 m het wereldrecord verbeterde bij het speerwerpen.

## Uitslagen

### 100 m
| Rang | Land | Atleet           | Tijd (s)  |
| ---- | ---- | ---------------- | --------- |
| 1    | NED  | Chris Berger     | 10,6 (CR) |
| 2    | GER  | Erich Borchmeyer | 10,7      |
| 3    | HUN  | József Sir       | 10,7      |
| 4    | SUI  | Paul Hänni       | 10,8      |
| 5    | NED  | Tinus Osendarp   | 10,9      |
| 6    | GER  | Gerd Hornberger  | 10,9      |

### 200 m
| Rang | Land | Atleet          | Tijd (s)  |
| ---- | ---- | --------------- | --------- |
| 1    | NED  | Chris Berger    | 21,5 (CR) |
| 2    | HUN  | József Sir      | 21,5 (CR) |
| 3    | NED  | Tinus Osendarp  | 21,6      |
| 4    | HUN  | József Kovács   | 21,7      |
| 5    | GER  | Egon Schein     | 21,9      |
| 6    | ITA  | Tullio Gonnelli | 21,9      |

### 400 m
| Rang | Land | Atleet                 | Tijd (s)  |
| ---- | ---- | ---------------------- | --------- |
| 1    | GER  | Adolf Metzner          | 47,9 (CR) |
| 2    | FRA  | Pierre Skawinski       | 48,0      |
| 3    | SWE  | Bertil von Wachenfeldt | 48,0      |
| 4    | ITA  | Ettore Tavernari       | 48,6      |
| 5    | FRA  | Raymond Boisset        | 48,9      |
| -    | ITA  | Mario Rabaglino        | DNF       |

### 800 m
| Rang | Land | Atleet              | Tijd        |
| ---- | ---- | ------------------- | ----------- |
| 1    | HUN  | Miklós Szabó        | 1.52,0 (CR) |
| 2    | ITA  | Mario Lanzi         | 1.52,0 (CR) |
| 3    | GER  | Wolfgang Dessecker  | 1.52,2      |
| 4    | SWE  | Eric Ny             | 1.52,4      |
| 5    | SWE  | Eric Wennberg       | 1.53,1      |
| 6    | POL  | Kazimierz Kucharski | 1.53,4      |
| 7    | FRA  | Raymond Petit       | 1.54,2      |
| 8    | LUX  | Pierre Hemmer       | 1.55,8      |

### 1500 m
| Rang | Land | Atleet               | Tijd        |
| ---- | ---- | -------------------- | ----------- |
| 1    | ITA  | Kazimierz Kucharski  | 3.54,6 (CR) |
| 2    | HUN  | Miklós Szabó         | 3.55,2      |
| 3    | FRA  | Roger Normand        | 3.57,0      |
| 4    | GER  | Friedrich Schaumburg | 3.57,5      |
| 5    | POL  | Janusz Kusociński    | 3.59,4      |
| 6    | FIN  | Martti Matilainen    | 3.59,6      |
| 7    | FRA  | Robert Goix          | 4.00,6      |
| 8    | EST  | Ademar Jurlau        | 4.05,8      |

### 5000 m
| Rang | Land | Atleet                | Tijd         |
| ---- | ---- | --------------------- | ------------ |
| 1    | FRA  | Roger Rochard         | 14.36,8 (CR) |
| 2    | POL  | Janusz Kusociński     | 14.41,2      |
| 3    | FIN  | Ilmari Salminen       | 14.43,6      |
| 4    | FIN  | Lauri Virtanen        | 14.47,6      |
| 5    | ITA  | Salvatore Mastroienni | 15.00,6      |
| 6    | HUN  | Janós Kelen           | 15.06,6      |
| 7    | ITA  | Nello Bartolini       | 15.26,0      |
| 8    | EST  | Eduard Proom          | 15.35,0      |

### 10.000 m
| Rang | Land | Atleet           | Tijd         |
| ---- | ---- | ---------------- | ------------ |
| 1    | FIN  | Ilmari Salminen  | 31.02,6 (CR) |
| 2    | FIN  | Arvo Askola      | 31.03,3      |
| 3    | DEN  | Henry Nielsen    | 31.27,4      |
| 4    | NOR  | Georg Braathe    | 32.20,0      |
| 5    | HUN  | Jenö Szilagyi    | 32.23,0      |
| 6    | ITA  | Bruno Betti      | 32.54,0      |
| 7    | ITA  | Spartaco Morelli | 33.46,0      |
| 8    | TCH  | Josef Hron       | 34.02,6      |

### 110 m horden/100 m horden
| Rang | Land | Atleet             | Tijd (s)  |
| ---- | ---- | ------------------ | --------- |
| 1    | HUN  | József Kovács      | 14,8 (CR) |
| 2    | GER  | Erwin Wegner       | 14,9      |
| 3    | NOR  | Holger Albrechtsen | 15,0      |
| 4    | NED  | Willem Kaan        | 15,0      |
| 5    | ITA  | Corrade Valle      | 15,1      |
| 6    | AUT  | Ernst Leitner      | DSQ       |

### 400 m horden
| Rang | Land | Atleet             | Tijd (s)     |
| ---- | ---- | ------------------ | ------------ |
| 1    | GER  | Hans Scheele       | 53,2 (NR+CR) |
| 2    | FIN  | Akilles Järvinen   | 53,7         |
| 3    | GRE  | Christos Mantikas  | 54,9         |
| 4    | NOR  | Holger Albrechtsen | 55,0         |
| 5    | AUT  | Ernst Leitner      | 55,2         |
| -    | ITA  | Luigi Facelli      | DNF          |

### 4 x 100 m estafette
| Rang | Land | Atleet                                                         | Tijd (s)  |
| ---- | ---- | -------------------------------------------------------------- | --------- |
| 1    | GER  | Egon Schein Erwin Gillmeister Gerd Hornberger Erich Borchmeyer | 41,0 (CR) |
| 2    | HUN  | László Forgács József Kovács József Sir Gyula Gyenes           | 41,4      |
| 3    | NED  | Tinus Osendarp Tjeerd Boersma Robert Jansen Chris Berger       | 41,6      |
| 4    | ITA  | lopers (nog) onbekend                                          | 42,0      |

### 4 x 400 m estafette
| Rang | Land | Atleet                                                           | Tijd        |
| ---- | ---- | ---------------------------------------------------------------- | ----------- |
| 1    | GER  | Helmut Hamann Hans Scheele Harry Voigt Adolf Metzner             | 3.14,1 (CR) |
| 2    | FRA  | Robert Paul Serge Guillez Raymond Boisset Pierre Skawinski       | 3.15,6      |
| 3    | SWE  | Sven Strömberg Pelle Pihl Gustaf Eriksson Bertil von Wachenfeldt | 3.16,6      |
| 4    | ITA  | lopers (nog) onbekend                                            | 3.19,0      |
| -    | FIN  | lopers (nog) onbekend                                            | DNS         |
| -    | TCH  | lopers (nog) onbekend                                            | DNS         |

### Hoogspringen
| Rang | Land | Atleet           | Prestatie (m) |
| ---- | ---- | ---------------- | ------------- |
| 1    | FIN  | Kalevi Kotkas    | 2,00 (CR)     |
| 2    | NOR  | Birger Halvorsen | 1,97          |
| 3    | FIN  | Veikko Peräsalo  | 1,97          |
| 4    | GER  | Gustav Weinkötz  | 1,94          |
| 5    | GER  | Wilhelm Ladewig  | 1,85          |
| 6    | ITA  | Renato Doti      | 1,85          |
| 7    | LTU  | Vladas Komaras   | 1,80          |
| 8    | DEN  | Ingvard Andersen | 1,70          |

### Polsstokhoogspringen
| Rang | Land | Atleet            | Prestatie (m) |
| ---- | ---- | ----------------- | ------------- |
| 1    | GER  | Gustav Wegner     | 4,00 (CR)     |
| 2    | SWE  | Bo Ljungberg      | 4,00 (CR)     |
| 3    | FIN  | John Lindroth     | 3,90          |
| 4    | HUN  | Viktor Zsuffka    | 3,90          |
| 5    | FRA  | Pierre Ramadier   | 3,90          |
| 6    | ITA  | Dannilo Innocenti | 3,80          |
| 7    | EST  | Ewald Aarma       | 3,80          |
| 7    | SWE  | Henry Lindblad    | 3,80          |
| 7    | FRA  | Robert Vintousky  | 3,80          |

### Verspringen
| Rang | Land | Atleet           | Prestatie (m) |
| ---- | ---- | ---------------- | ------------- |
| 1    | GER  | Wilhelm Leichum  | 7,45 (CR)     |
| 2    | NOR  | Otto Berg        | 7,31          |
| 3    | GER  | Luz Long         | 7,25          |
| 4    | FRA  | Robert Paul      | 7,16          |
| 5    | ITA  | Arturo Maffei    | 7,12          |
| 6    | HUN  | Henrik Koltai    | 7,01          |
| 7    | SUI  | Jean Studer      | 6,84          |
| 8    | HUN  | Sándor Dombovari | 6,80          |

### Hink-stap-springen
| Rang | Land | Atleet           | Prestatie (m) |
| ---- | ---- | ---------------- | ------------- |
| 1    | NED  | Wim Peters       | 14,89 (CR)    |
| 2    | SWE  | Eric Svensson    | 14,83         |
| 3    | FIN  | Onni Rajasaari   | 14,74         |
| 4    | POL  | Edward Luckhaus  | 14,54         |
| 5    | FIN  | Toivo Pöyri      | 14,47         |
| 6    | ITA  | Antonio Milanese | 14,24         |
| 7    | DEN  | Ingvard Andersen | 14,02         |
| 8    | SWE  | Bo Ljungberg     | 14,01         |

### Kogelstoten
| Rang | Land | Atleet          | Prestatie (m) |
| ---- | ---- | --------------- | ------------- |
| 1    | EST  | Arnold Viiding  | 15,19 (CR)    |
| 2    | FIN  | Risto Kuntsi    | 15,19 (CR)    |
| 3    | TCH  | František Douda | 15,19 (CR)    |
| 4    | SWE  | Samuel Norrby   | 15,10         |
| 5    | SWE  | Walle Rahmqvist | 15,01         |
| 6    | HUN  | Jozsef Daranyi  | 14,86         |
| 7    | POL  | Zygmunt Heljasz | 14,78         |
| 8    | GER  | Hans Woellke    | 14,67         |

### Discuswerpen
| Rang | Land | Atleet            | Prestatie (m) |
| ---- | ---- | ----------------- | ------------- |
| 1    | SWE  | Harald Andersson  | 50,38 (CR)    |
| 2    | FRA  | Paul Winter       | 47,09         |
| 3    | HUN  | István Donogan    | 45,91         |
| 4    | HUN  | Jozsef Remecz     | 45,54         |
| 5    | EST  | Arnold Viiding    | 45,38         |
| 6    | ITA  | Giorgio Oberweger | 45,38         |
| 7    | FRA  | Jules Noel        | 45,02         |
| 8    | AUT  | Emil Janausch     | 45,01         |

### Kogelslingeren
| Rang | Land | Atleet            | Prestatie (m) |
| ---- | ---- | ----------------- | ------------- |
| 1    | FIN  | Ville Pörhölä     | 50,34 (CR)    |
| 2    | ITA  | Fernando Vandelli | 48,69         |
| 3    | SWE  | Gunnar Jansson    | 47,85         |
| 4    | SWE  | Ossian Skiöld     | 47,42         |
| 5    | FIN  | Sulo Pärni        | 46,83         |
| 6    | ITA  | Armandi Poggioli  | 46,57         |
| 7    | EST  | Koit Annamaa      | 45,52         |
| 8    | GER  | Rudolf Seeger     | 44,52         |

### Speerwerpen
| Rang | Land | Atleet            | Prestatie (m) |
| ---- | ---- | ----------------- | ------------- |
| 1    | FIN  | Matti Järvinen    | 76,66 (WR)    |
| 2    | FIN  | Matti Sippala     | 69,97         |
| 3    | EST  | Gustav Sule       | 69,31         |
| 4    | LAT  | Otto Jürgis       | 67,60         |
| 5    | HUN  | Jozsef Varszegi   | 65,81         |
| 6    | GER  | Gottfried Weimann | 65,69         |
| 7    | ITA  | Mario Agosti      | 58,41         |
| 8    | ITA  | Gino Ricci        | 56,63         |

### Tienkamp/Zevenkamp
| Rang | Land | Atleet                | Punten        |
| ---- | ---- | --------------------- | ------------- |
| 1    | GER  | Hans-Heinrich Sievert | 8103,245 (CR) |
| 2    | SWE  | Leif Dahlgren         | 7770,830      |
| 3    | POL  | Jerzy Plawczyk        | 7552,345      |
| 4    | LAT  | Janis Dimza           | 7451,400      |
| 5    | SUI  | Armin Guhl            | 7347,470      |
| 6    | GER  | Wolrad Eberle         | 7153,645      |
| 7    | ITA  | Eletto Contieri       | 6845,835      |
| 8    | SUI  | Hermann Ruckstuhl     | 6548,915      |

### Marathon
| Rang | Land | Atleet           | Tijd           |
| ---- | ---- | ---------------- | -------------- |
| 1    | FIN  | Armas Toivonen   | 2:52.29,0 (CR) |
| 2    | SWE  | Thore Enochsson  | 2:54.35,6      |
| 3    | ITA  | Aurelio Genghini | 2:55.03,4      |
| 4    | HUN  | Jozsef Galambos  | 2:55.14,0      |
| 5    | GER  | Heinrich Brauch  | 2:58.40,2      |
| 6    | SUI  | Hans Wehrli      | 2:58.45,0      |
| 7    | SUI  | Rudolf Morf      | N/A            |
| 6    | ITA  | Michele Fanelli  | 3:11.09,4      |

### 50 km snelwandelen
| Rang | Land | Atleet               | Tijd           |
| ---- | ---- | -------------------- | -------------- |
| 1    | LAT  | Jānis Daliņš         | 4:49.52,6 (CR) |
| 2    | SUI  | Arthur Tell Schwab   | 4:53.08,0      |
| 3    | ITA  | Ettore Rivolta       | 4:54.05,4      |
| 4    | ITA  | Mario Brignoli       | 5:01.52,8      |
| 5    | FRA  | Emile Laisne         | 5:08.40,6      |
| 6    | FIN  | Hjalmar Routsalainen | 5:40.12,8      |
| -    | GER  | William Schmitt      | DNF            |
| -    | GER  | Fritz Bleiweiss      | DNF            |

## Legenda
- AR = Werelddeelrecord (Area Record)
- CR = Kampioenschapsrecord (Championship Record)
- SB = Beste persoonlijke seizoensprestatie (Seasonal Best)
- PB = Persoonlijk record (Personal Best)
- NR = Nationaal record (National Record)
- ER = Europees record (European Record)
- WL = 's Werelds beste seizoensprestatie (World Leading)
- WJ = Wereld juniorenrecord (World Junior Record)
- WR = Wereldrecord (World Record)

### Medaillespiegel
| Plaats | Land              | Goud | Zilver | Brons | Totaal |
| 1      | Duitse Rijk       | 7    | 2      | 3     | 12     |
| 2      | Finland           | 5    | 4      | 3     | 12     |
| 3      | Nederland         | 3    | 0      | 2     | 5      |
| 4      | Hongarije         | 2    | 3      | 1     | 6      |
| 5      | Italië            | 1    | 2      | 2     | 5      |
| 6      | Frankrijk         | 1    | 2      | 1     | 4      |
| 7      | Estland           | 1    | 0      | 1     | 2      |
| 8      | Letland           | 1    | 0      | 0     | 0      |
| 9      | Zweden            | 0    | 3      | 3     | 6      |
| 10     | Noorwegen         | 0    | 2      | 1     | 3      |
| 11     | Polen             | 0    | 1      | 1     | 2      |
| 12     | Zwitserland       | 0    | 1      | 0     | 1      |
| 13     | Tsjecho-Slowakije | 0    | 0      | 1     | 1      |
| 13     | Denemarken        | 0    | 0      | 1     | 1      |
| 13     | Griekenland       | 0    | 0      | 1     | 1      |

## Belgische prestaties
| Atleet            | Onderdeel  | Ronde | Prestatie                                                                              | Resultaat |
| ----------------- | ---------- | --- | -------------------------------------------------------------------------------------- | --------- |
| René Geeraert     | 1500 meter | 1e ronde finale | 4.01,2 (CR, NR) NT                                                                     | 1e 11e    |
| Maurice Boulanger | tienkamp   | 100 m verspringen kogelstoten hoogspringen 400 m 110 m horden discuswerpen polsstokspringen speerwerpen 1500 m totaal | 12,0 s 6,28 m 10,81 m 1,60 m 53,0 s 18,4 s 28,9 m 3,40 m 46,46 m 4.33,0 6391,09 p (NR) | 9e        |

1934 ·
1938 ·
1946 ·
1950 ·
1954 ·
1958 ·
1962 ·
1966 ·
1969 ·
1971 ·
1974 ·
1978 ·
1982 ·
1986 ·
1990 ·
1994 ·
1998 ·
2002 ·
2006 ·
2010 ·
2012 ·
2014 ·
2016 ·
2018 ·
2022 ·
2024
Belgische medaillewinnaars · Nederlandse medaillewinnaars